# Moraveč

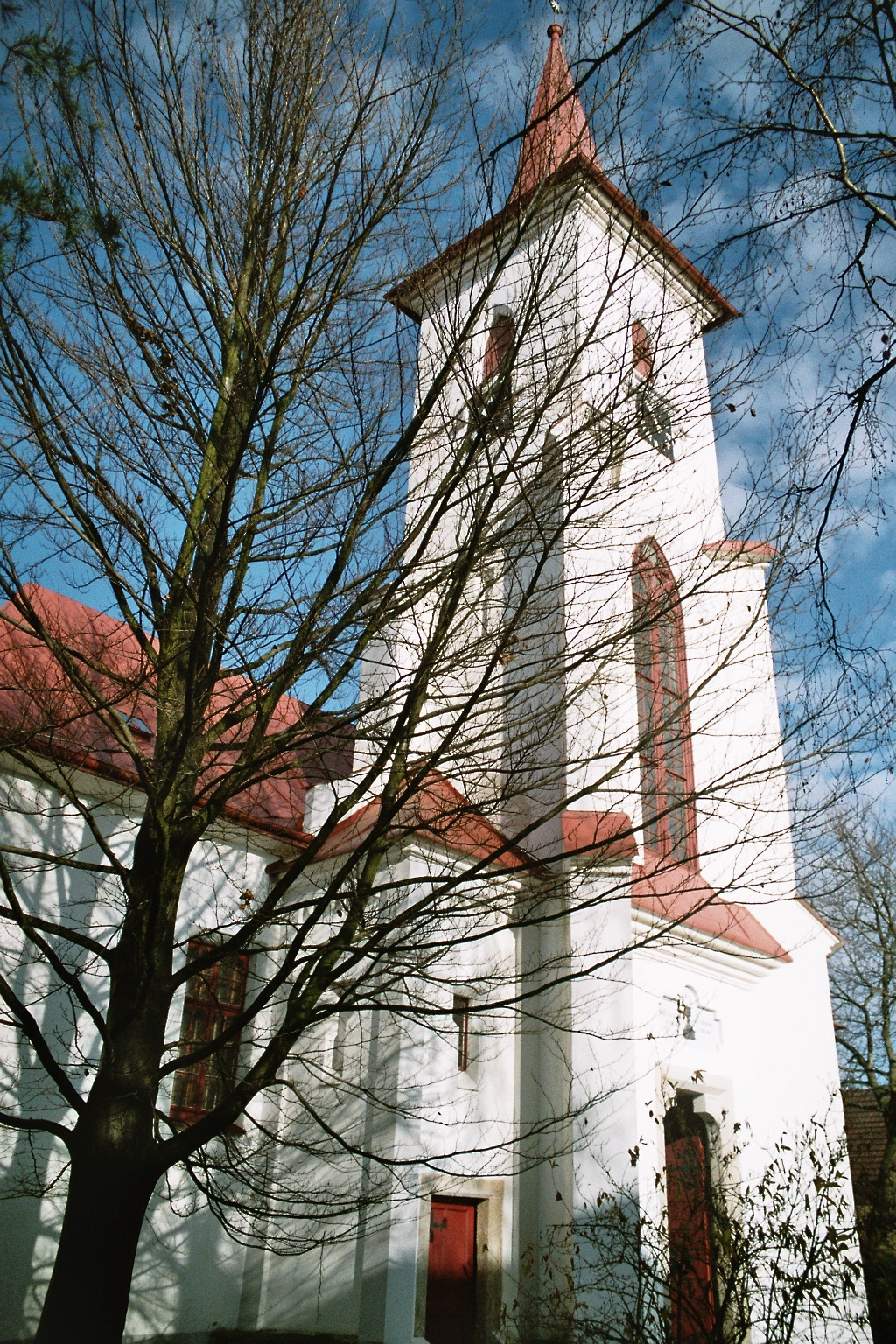
Evangelische Toleranzkirche

Moraveč (deutsch Morawetsch) ist eine Gemeinde mit 201 Einwohnern in Tschechien. Sie liegt 11 km westlich von Pelhřimov und gehört dem Okres Pelhřimov an. Der Ort befindet sich im 595 m ü. M. im Tal des Cerekvičký potok, der östlich im Moravečký rybník gestaut wird.

## Geschichte
Die erste urkundliche Erwähnung stammt aus dem Jahre 1379. Es wird angenommen, dass das Dorf um 1200 entstand.
Bedeutendstes Bauwerk ist die Kirche, die 1785 als evangelische Toleranzkirche errichtet wurde.